# Рапид (футбольный клуб, Гидигич, 2005)
«Рапид» (рум. Rapid Ghidighici) — молдавский футбольный клуб из Гидигича. Существовал в 2005—2008 годах.
В сезоне 2005/06 занял 6 место в дивизионе «А», в следующем — второе место и вышел в Национальный дивизион; по ходу турнира снялся с соревнований. Летом 2008 объединился с клубом «ЦСКА-Стяуа» Кишинёв под названием «ЦСКА-Рапид».